# Gao Jing
Gao Jing (chiń. 高靜 ur. 18 września 1975) – chińska strzelczyni sportowa. Brązowa medalistka olimpijska z Sydney.
Zawody w 2000 były jej jedynymi igrzyskami olimpijskimi. Po medal sięgnęła w konkurencji karabinu pneumatycznego na dystansie 10 metrów. W tej konkurencji była mistrzynią świata w drużynie w 2002. Zdobyła trzy medale igrzysk azjatyckich w 2002.